# یواخیم سلیگ
یواخیم هاینریش سلیگ (زادهٔ ۲۹ مارس ۱۹۴۲ – درگذشتهٔ ۱۵ اوت ۲۰۲۴) یک شیمی‌دان فیزیکی آلمانی و متخصص در طیف‌سنجی NMR بود. وی یکی از بنیانگذاران بیوزنتروم دانشگاه بازل بود.

## زندگی
یواخیم سلیگ از سال ۱۹۶۱ تا ۱۹۶۶ در دانشگاه کلن در رشته شیمی و فیزیک تحصیل کرد. در سال ۱۹۶۸ تحت هدایت مانفرد آیگن در انستیتوی شیمی بیوفیزیکی ماکس پلانک موفق به دریافت دکترای خود در گوتینگن شد.

## کار
یواخیم سلیگ روشهای بیوفیزیکی را برای مطالعه ساختار و خصوصیات ترمودینامیکی غشاهای سلولی بیولوژیکی ایجاد کرد. وی برهمکنش پروتئین‌ها و لیپیدها با روش EPR- طیف‌سنجی، دوتریوم و رزونانس مغناطیسی هسته ای فسفر، پراش نوترون و روش‌های کالری سنجی بررسی کرد.
دومین زمینه تحقیق او تصویربرداری با رزونانس مغناطیسی (MRI) و طیف‌سنجی رزونانس مغناطیسی (MRS) در انسان و حیوانات بود. با C-13 NMR متابولیسم موجود در مغز انسان و حیوان به روش غیر تهاجمی قابل ردیابی است. با تکنیک‌های تصویربرداری سریع تر MRI، تونوتوپی مغز انسان تشریح شده‌است.

## جوایز و افتخارات
- ۱۹۹۴ – جایزه هاینریش ویلند، مونیخ[۲]
- ۲۰۰۰ – جایزه شیمی فیزیک کاربردی ۲۰۰۰، انجمن اروپایی شیمی فیزیک کاربردی[۳]
- ۲۰۰۳ – عضویت خارجی آکادمی هنرها و علوم سلطنتی هلند[۴]
- ۲۰۰۵ – جایزه آوانتی در لیپیدها، انجمن بیوفیزیکی (ایالات متحده)[۵]